# 伯虔

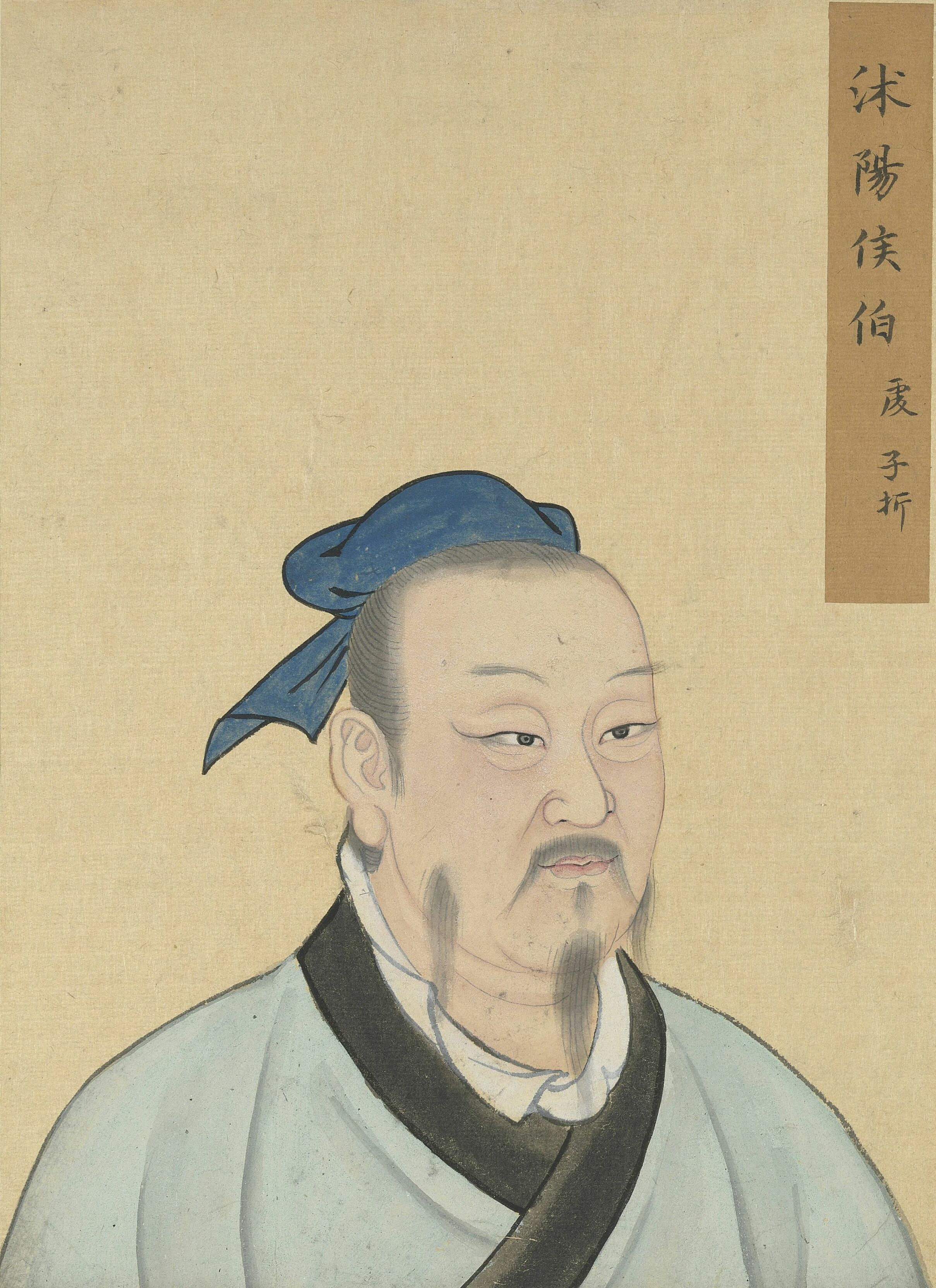
伯虔

伯虔（前501年—？），字子析、表字又作子皙、楷、揩、哲，《孔子家语·弟子解》作伯处。春秋时期魯國人。孔子弟子。

## 生平
伯虔事跡不詳。一说是斗伯比的后裔，小孔子五十岁。

## 歷代追封
- 漢明帝永平十五年（72年）從祀孔廟。
- 唐玄宗開元二十七年（739年）封邹伯。
- 宋真宗大中祥符二年（1009年）封沭阳侯。
- 明世宗嘉靖九年（1530年）封先賢伯子。